# 西希腊大区
西希腊大區（羅馬化：Periféria Dhitikís Elládhas），是希腊的13個大区之一，位于中希腊传统地区的西部和伯罗奔尼撒半岛的西北部。大区面积为11,350平方公里，2021年人口数量为648,220人。大区首府为帕特雷，为希腊第三大城市，人口数量约为280,000人。

## 行政
西希腊大区设立于1987年的行政改革中。在2010年卡利克拉提斯改革方案中，大区的权力和职责完全重新定义并扩大。与伯罗奔尼撒大区及伊奧尼亞群島大區一道，西希腊大区受到驻地在帕特雷的伯罗奔尼撒-西希腊-伊奥尼亚群岛权力下放管理局的监督。
该大区划分为3个专区（对应改革前的州份）：阿哈伊亚专区、埃托洛阿卡纳尼亚专区和伊利亚专区。这些专区再下分为19个市镇。

## 外部連結
- 官方网站  （希腊文）